# Pachycerianthus curacaoensis
Pachycerianthus curacaoensis är en korallart som beskrevs av Den Hartog 1977. Pachycerianthus curacaoensis ingår i släktet Pachycerianthus och familjen Cerianthidae. Inga underarter finns listade i Catalogue of Life.